# Bahnstrecke Dessau–Köthen
| Streckennummer (DB): | 6419                  |                            |                            |
| Kursbuchstrecke (DB): | 334                   |                            |                            |
| Kursbuchstrecke: | 152 (1934) 181 (1946) |                            |                            |
| Streckenlänge: | 21,2 km               |                            |                            |
| Spurweite: | 1435 mm (Normalspur)  |                            |                            |
| Streckengeschwindigkeit: | 100 km/h              |                            |                            |
| |                       |                            |                            |
| \| \| \| von (Biederitz–) Trebnitz \| \| \| \| 0,0 \| Dessau Hbf \| Dessau Hbf \| \| \| \| nach Leipzig Hbf \| \| \| \| \| Bundesstraße 184 \| \| \| \| 3,4 \| Dessau-Alten (bis 2017 Bf) \| Dessau-Alten (bis 2017 Bf) \| \| \| 6,7 \| Dessau-Mosigkau \| Dessau-Mosigkau \| \| \| 13,4 \| Elsnigk (Anh) \| Elsnigk (Anh) \| \| \| 15,6 \| Osternienburg (bis 2022) \| Osternienburg (bis 2022) \| \| \| \| Bundesstraße 187a \| \| \| \| \| von Aken (Elbe) \| \| \| \| \| von Magdeburg Hbf \| \| \| \| 21,3 \| Köthen \| Köthen \| \| \| \| von und nach Leipzig Hbf \| \| \| \| \| nach Bernburg \| \| |                       |                            |                            |
| Strecke |                       | von (Biederitz–) Trebnitz  | von (Biederitz–) Trebnitz  |
| Bahnhof | 0,0                   | Dessau Hbf                 | Dessau Hbf                 |
| Abzweig geradeaus und nach links |                       | nach Leipzig Hbf           | nach Leipzig Hbf           |
| Strecke mit Straßenbrücke |                       | Bundesstraße 184           | Bundesstraße 184           |
| Haltepunkt / Haltestelle | 3,4                   | Dessau-Alten (bis 2017 Bf) | Dessau-Alten (bis 2017 Bf) |
| Bahnhof | 6,7                   | Dessau-Mosigkau            | Dessau-Mosigkau            |
| Bahnhof | 13,4                  | Elsnigk (Anh)              | Elsnigk (Anh)              |
| ehemaliger Haltepunkt / Haltestelle | 15,6                  | Osternienburg (bis 2022)   | Osternienburg (bis 2022)   |
| Bahnübergang |                       | Bundesstraße 187a          | Bundesstraße 187a          |
| Abzweig geradeaus und von rechts |                       | von Aken (Elbe)            | von Aken (Elbe)            |
| Abzweig geradeaus und von rechts |                       | von Magdeburg Hbf          | von Magdeburg Hbf          |
| Bahnhof | 21,3                  | Köthen                     | Köthen                     |
| Abzweig geradeaus, nach links und von links |                       | von und nach Leipzig Hbf   | von und nach Leipzig Hbf   |
| Strecke |                       | nach Bernburg              | nach Bernburg              |

Die Bahnstrecke Dessau–Köthen verbindet die Städte Dessau-Roßlau und Köthen in Sachsen-Anhalt. Sie gehört zu den ältesten Bahnstrecken Deutschlands und bildet den westlichen Abschluss der Stammstrecke der Berlin-Anhaltischen Eisenbahn-Gesellschaft (BAE). Die Strecke ist eine eingleisige, nicht elektrifizierte Hauptbahn. Im Personenverkehr wird sie ausschließlich von Nahverkehrszügen bedient.

## Geschichte
Die Bahnstrecke ist Teil der 1840 eröffneten Berlin-Anhalter Bahn. 1841 wurde die Strecke bis Köthen fertiggestellt. Fernverkehr wurde regelmäßig von Köthen aus nach Berlin gefahren. Täglich verkehrten zwei Züge zwischen Dessau und Köthen. Mit der Eröffnung der Direktverbindungen Dessau–Leipzig und Wittenberg–Halle (Saale) verlor die Strecke zusehends an Bedeutung. Im Güterverkehr schwand die Bedeutung der Strecke auch durch die Eröffnung der Kanonenbahn, die an Köthen vorbeiführte. 

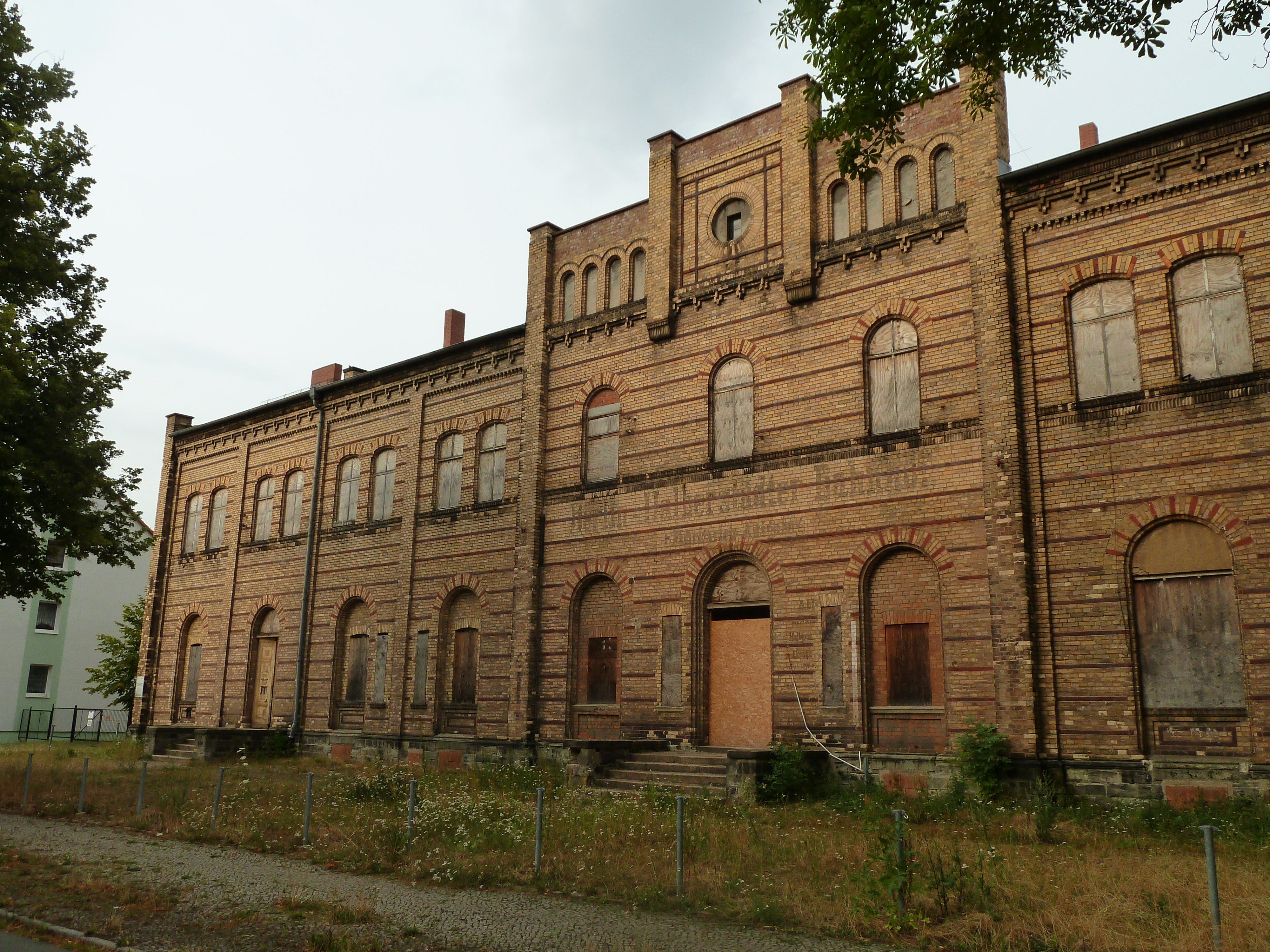
Gebäude des früheren Berlin-Halberstädter Bahnhofs in Köthen

1870/71 entstand an der Köthener Georgstraße ein neues Bahnhofsgebäude, das von der BAE und von der Magdeburg-Halberstädter Eisenbahngesellschaft, die die seit 1846 verkehrende Bernburger Bahn aufgekauft hatte, gemeinsam genutzt wurde. Die Magdeburg-Leipziger Eisenbahn-Gesellschaft nutzte das Gebäude jedoch nicht. Es wurde Berlin-Halberstädter Bahnhof genannt. 1916 wurde in Köthen nur unwesentlich östlich vom alten Bahnhof entfernt ein neues zentrales Bahnhofsgebäude für alle Bahnstrecken angelegt, so dass kaum Gleisverlegungen nötig wurden. Aus dieser Zeit stammen auch die meisten Straßenüberführungen im Stadtgebiet von Köthen, so dass es seitdem keine niveaugleiche Kreuzung mit dem Straßenverkehr mehr gab. In dieser Zeit entstand der heute noch erhaltene Wasserturm östlich des Bahnhofsgeländes. In den 1880er Jahren wurde die Strecke unter dem Dach der Preußischen Staatseisenbahnen verstaatlicht.
In den 1920er Jahren gab es Bestrebungen, die Strecke ebenso wie die Strecke Magdeburg–Leipzig zu elektrifizieren, wobei hierzu stets das Geld fehlte.
Im Zuge der Reparationsleistungen an die Sowjetunion infolge des Zweiten Weltkriegs wurde auch an der Strecke Dessau–Köthen das zweite Gleis entfernt und im Gegensatz zu den Strecken nach Bernburg, Magdeburg und Leipzig nie wieder aufgebaut. Allerdings ist an einigen Stellen, beispielsweise bei Elsnigk, noch gut die aufgeweitete Trasse zu erkennen. Die Reichsbahn strebte noch 1992 den Wiederaufbau des zweiten Gleises und zusammen mit der Bernburger Bahn die Elektrifizierung an, da dieses für den Güterverkehr immanent wichtig war. Allerdings schwand der Güterverkehr im Zuge der Nachwendejahre, so dass eine Elektrifizierung wie auch die Montage eines zweiten Gleises nicht weiter verfolgt wurden.
Am 31. Mai 2018 gingen die beiden mechanischen Stellwerke B1 und W2 des Bahnhofs Dessau-Alten außer Betrieb. Seitdem handelt es sich bei dieser Betriebsstelle um einen Haltepunkt. Zugbegegnungen waren zuvor bereits nicht mehr möglich. Ein neuer Bahnsteig entstand auf der ortszugewandten Seite. Am 29. April 2019 gingen am Bahnhof Elsnigk (Anh) die mechanischen Stellwerke B2 und W1 außer Betrieb und wurden durch ein elektronisches Stellwerk (ESTW) des Typs ZSB 2000 ersetzt. Der frühere Inselbahnsteig wurde als Mittelbahnsteig hergerichtet und erhielt einen neuen Zugang vom Bahnübergang aus. Das alte Empfangsgebäude wurde Anfang 2020 abgerissen. Am Bahnhof Dessau-Mosigkau gingen am 6. Mai 2019 die mechanischen Stellwerke B2 und W1 außer Betrieb und wurden durch ein ESTW ersetzt. Als Ersatz für den bisherigen Zwischenbahnsteig wurde später ein neuer Außenbahnsteig errichtet. Bis zu dessen Fertigstellung wurde der Reisendenübergang zum Zwischenbahnsteig von einem Posten gesichert.
Die Bedienung des in Sibbesdorf gelegenen Haltepunktes Osternienburg wurde zum Fahrplanwechsel im Dezember 2022 eingestellt.

## Streckenbeschreibung
Die Strecke beginnt im Dessauer Hauptbahnhof. Es besteht Anschluss an Regionalbahnen nach Magdeburg, Lutherstadt Wittenberg, Halle (Saale) und Leipzig sowie an Regional-Expresszüge nach Berlin. Die Regionalbahnen Richtung Köthen fahren in der Regel ab Gleis 7. Nach wenigen Metern trennt sich die Strecke von der Hauptstrecke nach Bitterfeld. In Dessau werden niveaugleich die Kühnauer Straße und die Brauereistraße gequert. In diesem Abschnitt gibt es noch einige meistens ungenutzte Industrieanschlussgleise. Ferner wird die Hermann-Köhl-Straße mit dem Abzweig zur ehemaligen Polysius AG unterquert. Der Stadtteil Alten wird erreicht. Zur Rechten befindet sich hier der Landeplatz der früheren Junkers-Werke Dessau. Kurz nach der Kreuzung mit der Hünefeldstraße wird der Bahnhof Alten erreicht. Anschließend befindet sich auf der linken Seite der Junkerspark, ein entstandenes Industrie- und Gewerbezentrum, allerdings ohne Anschlussgleise. Nach wenigen Kilometern Fahrt durch freie Landschaft wird der Bahnhof des Dessauer Stadtteils Mosigkau erreicht. Hier kreuzt die Erich-Weinert-Straße. Nach der unterbrochenen Chörauer Straße wird das Stadtgebiet von Dessau-Roßlau verlassen.
Als Nächstes wird der Bahnhof von Elsnigk erreicht, der mittlerweile für das bescheidene Fahrgastaufkommen als viel zu groß geraten erscheint. Hier gibt es noch die Ladestraße einer mittlerweile abgerissenen Fabrik. Weiter geht es in das flachwellige Gebiet rund um Köthen. Zum Teil auf Aufschüttungen wird der Haltepunkt Osternienburg im Ortsteil Sibbesdorf erreicht. Weiter geht die Fahrt durch die waldarme und fruchtbare Köthener Ebene. Kurz vor Köthen befindet sich die Kreuzung mit der Bundesstraße 187a nach Aken, einem der wenigen modernisierten Bahnübergänge. Die Strecke von Aken stößt wenig später von Norden her auf einem eigenen Gleis bis Köthen folgend auf die Strecke. Kurz vor Köthen wird der Elsdorfer Weg ebenso wie etwas später die Hauptstrecke Magdeburg–Halle (Saale) durch das „Berliner Loch“ unterquert. Nun nach Süden gewendet und auf das Niveau der zuvor unterquerten Strecke Magdeburg–Halle (Saale) steigend werden in Köthen die Dessauer Straße, die Friedrichstraße und die Friedrich-Ebert-Straße überquert. Unmittelbar danach ist der Bahnhof Köthen erreicht. Die Züge halten an den Gleisen 1, 2 und 3. Hier besteht Anschluss an Intercity-Züge Richtung Leipzig sowie Magdeburg (weiter bis Oldenburg (Oldb) beziehungsweise Köln in stündlichem Wechsel), sowie an Regionalbahnen nach Halle (Saale) beziehungsweise Magdeburg.

## Bedienung

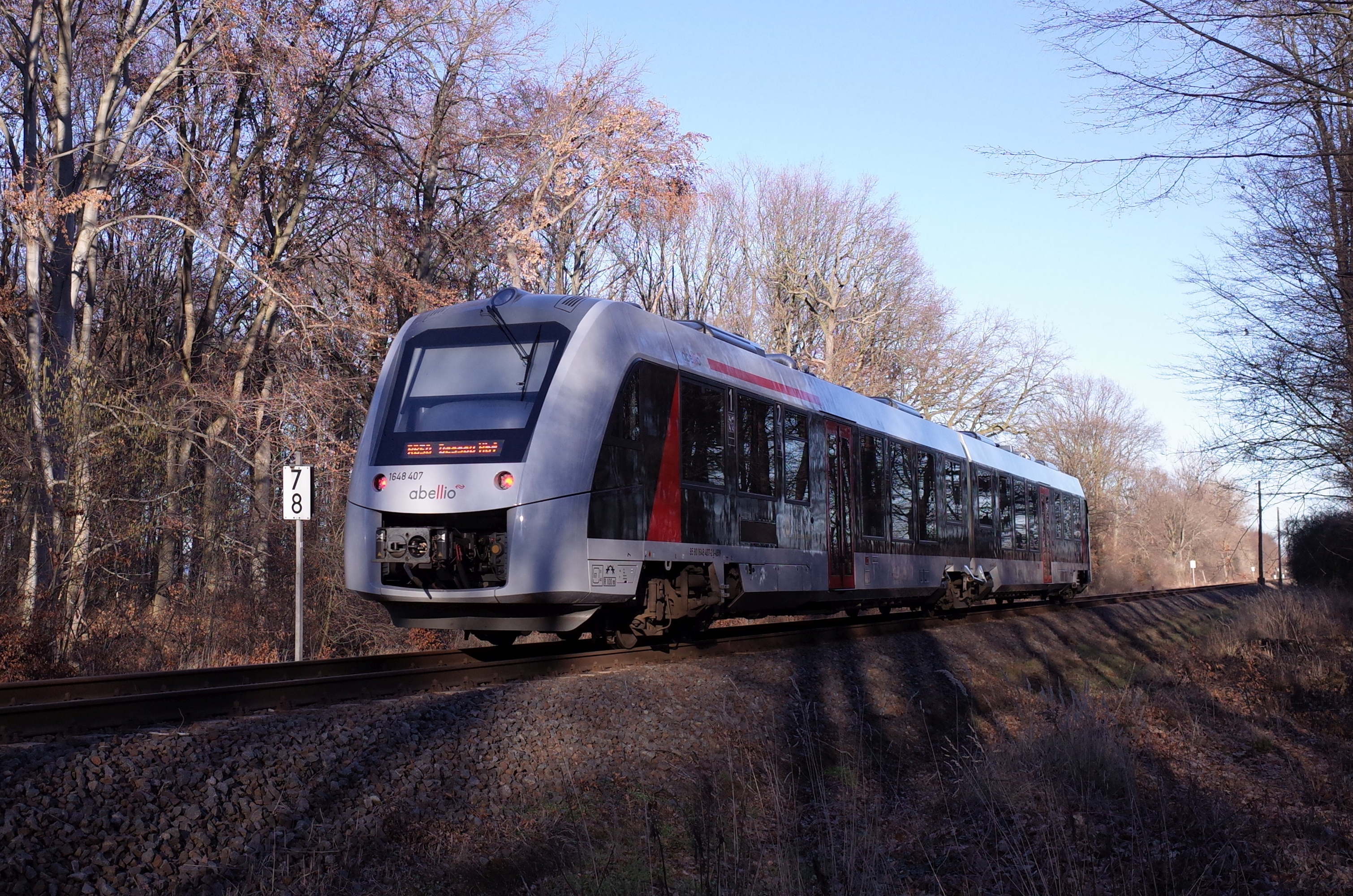
Zug von Abellio auf der Bahnstrecke Dessau–Köthen im NSG Rößling

Nachdem die Elbe-Saale-Bahn, eine Tochter der Deutschen Bahn, die Ausschreibung des Altmark-Börde-Anhalt-Netzes gewonnen hatte, verkehrten seit 2004 Dieseltriebwagen der Baureihe 642 (Siemens Desiro Classic) ausschließlich als Regionalbahn stündlich auf der Strecke und wurden teilweise bis Aschersleben durchgebunden. Zuvor wurde die Strecke von Baureihe 218 mit y-Wagen, teilweise als Regional-Express bedient. Seit dem Fahrplan 2010 sind auf der Strecke Verstärkerzüge unterwegs, um Dessau besser an den Fernverkehr der DB anzuschließen. Seitdem werden die Unterwegshalte abwechselnd nicht mehr angefahren. Die Strecke wird nur noch schwach vom Güterverkehr genutzt; hierzu werden Lokomotiven der Baureihe 294 von Köthen aus eingesetzt.
Zum Fahrplanwechsel im Dezember 2018 übernahm Abellio Rail Mitteldeutschland die Regionalbahnleistungen im bisherigen Umfang. Zum Einsatz kommen LINT-41-Triebwagen in der Regel in Einzeltraktion.